# محطة أكويو النووية
محطة أكويو للطاقة النووية (بالتركية: Akkuyu Nükleer Güç Santrali)‏ هي محطة للطاقة النووية بقدرة 4800 ميجا وات في مرسين التركية. تبنيها شركة روس آتوم الروسية ومن المتوقع الانتهاء من بناء الوحدة الأولى في 2023. وهي أول محطة طاقة نووية لتركيا.
في ديسمبر 2010، وقعت تركيا اتفاقًا للتعاون مع روسيا لبناء المحطة. تبلغ تكلفة المشروع حوالي 20 مليار دولار أمريكي.

## بيانات المفاعل
| الوحدة  | النوع / الموديل | سعة          | بدء البناء    | انتهاء البناء | ملاحظات |
| ------- | --------------- | ------------ | ------------- | ------------- | ------- |
| أكويو 1 | VVER V-509      | 1114 ميغاواط | 3 أبريل 2018  | 2023 (مخطط)   | [ 4 ]   |
| أكويو 2 | VVER V-509      | 1114 ميغاواط | 26 يونيو 2020 | 2024 (مخطط)   | [ 6 ]   |
| أكويو 3 | VVER V-513      | 1114 ميغاواط |               |               |         |
| أكويو 4 | VVER V-513      | 1114 ميغاواط |               |               |         |

## استشهادات
1. ↑  "Akkuyu construction formally starts". World Nuclear News. 12 ديسمبر 2017. مؤرشف من الأصل في 2020-10-24. اطلع عليه بتاريخ 2020-09-25.
2. ↑  "تركيا تدخل عصر الطاقة النووية بمساعدة روسيا". آر تي. 3 أبريل 2018. مؤرشف من الأصل في 2019-12-13. اطلع عليه بتاريخ 2018-11-18.
3. ↑  "الصين تبني محطة نووية لصالح تركيا". أحوال تركية. 8 أغسطس 2018. مؤرشف من الأصل في 2019-12-13. اطلع عليه بتاريخ 2018-11-18.
4. ↑  "Akkuyu 1". Power Reactor Information System (PRIS). International Atomic Energy Agency (IAEA). 24 سبتمبر 2020. مؤرشف من الأصل في 2019-05-10. اطلع عليه بتاريخ 2020-09-25.
5. ↑  "Росатом начал заливку бетона второго блока АЭС Аккую в Турции - Минэнерго Турции". مؤرشف من الأصل في 2020-11-26. اطلع عليه بتاريخ 2020-11-26.
6. ↑  "Akkuyu 2". PRIS. IAEA. 24 سبتمبر 2020. مؤرشف من الأصل في 2020-09-27. اطلع عليه بتاريخ 2020-09-25.